# Nicolae Craciun
Nicolae Craciun (né le 14 juin 1994) est un canoéiste italien, spécialiste du sprint en course en ligne.
Il est naturalisé Italien le 11 juin 2019 avec pour ambition de participer aux Jeux olympiques de 2020.
Il avait participé sous les couleurs italiennes (depuis 2014) mais toujours avec la citoyenneté moldave aux Championnats d'Europe de course en ligne (canoë-kayak) 2017 puis aux 2018 ICF Canoe Sprint World Championships puis remporte la médaille d’argent sur 200 m lors des Jeux européens de 2019.